# Madonna col Bambino e santi (Facheris)
La Madonna col Bambino e santi è un dipinto realizzato in olio su tela presumibilmente da Agostino Facheris e conservato sul lato destro del coro  della chiesa dei Santi Bartolomeo e Stefano, a fianco della grande pala di Lorenzo Lotto.

## Storia e descrizione
La tela, di grandi dimensioni, era stata commissionata per la chiesa di Santo Stefano di Bergamo gestita dai padri domenicani e rimase esposta sul presbiterio, per poi essere rimossa nel 1561 quando l'edificio fu demolito per la costruzione delle Mura veneziane di Bergamo.
Il lavoro fu realizzato dal Facheris quando era già maturo e raffigura una sacra conversazione con la Madonna che tiene il Gesù Bambino sul grembo, sant'Agostino e san Giovanni Evangelista posti ai suoi piedi. La committenza però non è certificata e secondo alcuni critici la pala sarebbe lavoro di Lucano da Imola.
I personaggi sono raffigurati sotto un grande drappo verde tenuto aperto da due putti alati, mentre un gruppo composto da sette teste d'angelo posti a piramide, riempie il cielo. La Madonna siede su di un trono di nuvole posta in un cielo di un azzurro intenso che si schiarisce più questo si avvicina alla terra, ed è raffigurata in un atteggiamento molto affettuoso con il figlio, da Adolfo Venturi ritenuto troppo ingenuo ma con un'imitazione delle raffigurazioni del Lotto così come lottesche sembrano «le carni esangui, l'apertura a cartoccio del manto di Maria». Mentre nella raffigurazione dei santi secondo il Venturi l'opera presenta assonanze con i dipinti di Andrea Previtali: «con teste insaccate nelle spalle, pieghe arruffate, disordinate e dure».
Nella parte inferiore della tela vi sono raffigurati a sinistra sant'Agostino e a destra sa Giovanni Battista, tra loro una città che, sebben qualcuno avrebbe voluto identificare nella città di Bergamo, è probabilmente una città immaginaria posta in prossimità di un lago. I due santi, sant'Agostino a sinistra negli abiti vescovili con il pastorale e con lo sguardo rivolto alla Vergine, e san Giovanni evangelista a piedi scalzi a destra che tiene nella sinistra un libro chiuso e nella destra il calice eucaristico. I due santi sono posti su di un'ampia campitura che pare essere posto a un livello superiore rispetto all'apertura sul paesaggio, che riportano l'artista a lavori di Lorenzo Lotto, artista molto vicino al Facheris nel suo periodo bergamasco. Il dipinto presenta quindi tutte le caratteristiche del rinascimento veneziano.